# کروگوو
کروگوو (به لهستانی:  Krugło) یک روستا در لهستان است که در گمینا دانبرووا بیاووستوتسکا واقع شده‌است.